# Fytohormon

Chemický vzorec indol-3-máselné kyseliny (IBA) – jednoho z fytohormonů

Fytohormon je obecné označení pro rostlinné hormony. Vyšší rostliny jsou oproti živočichům vybaveny jen menším počtem hormonů.
Rostlinné hormony se však od všeobecně známých živočišných hormonů odlišují tím, že během evoluce byl způsob jejich účinku značně rozšířen. Jsou tak méně specifické a jsou zapojeny do vývojových regulací s vyšší komplexitou, mohou působit zároveň mnoho odlišných efektů nebo jen jeden jakýkoliv z nich v závislosti na místních podmínkách uvnitř rostliny. Dalším jejich podstatným rysem je jejich kooperativní působení. Výsledný fyziologický dopad jejich působení je závislý na poměru aktivit dvou či i více vzájemně se ovlivňujících fytohormonů a i na citlivosti té které části rostliny vůči tomu kterému hormonu. Tato citlivost se uvnitř rostlinného těla liší a je ontogeneticky regulována. Stejně jako u živočišných hormonů je pro fytohormony charakteristická nízká koncentrace, ve které působí (mikromoly na litr, u brassinosteroidů, až nanomoly na litr), rostlina je na ně tedy velmi citlivá. Fytohormony jsou mezi rostlinami univerzální a jsou to jejich přirozené metabolity.

## Transport
Většina fytohormonů bývá syntetizována ve specifické rostlinné části (ačkoliv většina rostlinných buněk si zachovává schopnost tyto látky za výjimečných okolností produkovat) a následně je rostlinným tělem transportována, fungují tak mezi různými částmi jako koordinační signál. U většiny hormonů je tento transport pouze pasivní, molekuly hormonu jsou uvolněny buď do floému (lýko) a pak jsou unášeny spolu s asimiláty dolu směrem ke kořenům a později skrze ně až ke kořenovým špičkám jiné jsou exkretovány do xylému (dřevo) a stoupají s minerálními látkami naopak nahoru směrem k růstovým vrcholům.
Výjimečný je transport u auxinu. Auxin může být pasivně unášen mezi asimiláty, ale v oblastech bez cév je transportován také aktivně a to řízeně z buňky do buňky a v definovaném směru, je proto zván polárním transportem auxinu. Směr transportu předurčí později vznikající cévy v pletivu. Ve vzrůstající míře je ve vědeckých publikacích dokumentováno, že tento transport, předurčující směrovost pletiva, určuje směr růstu rostlin, zprostředkovává všechny růstové reakce a organizuje celý rostlinný vývoj už od embrya a patří tak mezi nejdůležitější procesy v rostlinném vývoji.

## Působení
I u rostlin platí, že každý hormonální signál musí být v každé buňce rozpoznán specifickými receptory. Ty se pro některé fytohormony nachází na povrchu buněk, pro jiné v cytoplazmě či na vnitřních membránách (u auxinu se zvažuje možnost, že má nezávisle i „vnitřní“ i „vnější“ receptory). Signál pak musí být za pomocí specializovaných signálních systémů zprostředkován k výkonným orgánům.
Existují také syntetické analogy fytohormonů, které rostlina sama vyrábět neumí, ale vnímá je jako fytohormony.

## Druhy fytohormonů
Mezi fytohormony řadíme:
stimulátory růstu
- Auxiny
- Cytokininy
- Gibereliny

inhibitory růstu
- etylen

- Kyselina abscisová
- Brasinosteroidy
- Kumarin